# Remigiusz Olszewski
Remigiusz Olszewski (ur. 20 września 1992) – polski lekkoatleta, specjalizujący się w biegach sprinterskich.
Jego pierwszą międzynarodową imprezą były rozegrane w lipcu 2010 mistrzostwa świata juniorów, na których dotarł do półfinału biegu na 200 metrów. W 2013 wszedł w skład polskiej sztafety 4 × 100 metrów, która zdobyła srebro na młodzieżowych mistrzostwach Europy w Tampere. Indywidualnie uplasował się wówczas na 4. miejscu biegu na 100 metrów. Półfinalista biegu na 60 metrów podczas halowych mistrzostw świata w Sopocie (2014). Półfinalista biegu na 60 metrów podczas Halowych mistrzostw Europy w Pradze (2015). Na półfinale zawodnik zakończył udział podczas rozgrywanych w lipcu tego samego roku w Amsterdamie mistrzostw Europy.
Złoty (w sztafecie 4 × 100 metrów) i brązowy (w biegu na 100 metrów) medalista mistrzostw Polski seniorów (2015), wicemistrz kraju w biegu na 100 metrów (2016, 2017 oraz 2018). Srebrny medalista mistrzostw Polski w sztafecie 4 × 100 metrów (2018). Srebrny (2014) i złoty (2015, 2016, 2017, 2018, 2019, 2020 i 2021) medalista halowych mistrzostw Polski w biegu na 60 metrów. Wielokrotny medalista mistrzostw Polski w kategorii juniorów oraz młodzieżowców.

## Osiągnięcia
| Rok  | Impreza                                 | Miejsce    | Konkurencja             | Lokata     | Wynik  |
| ---- | --------------------------------------- | ---------- | ----------------------- | ---------- | ------ |
| 2010 | Mistrzostwa świata juniorów             | Moncton    | bieg na 200 metrów      | półfinał   | 21,31w |
| 2013 | Młodzieżowe mistrzostwa Europy          | Tampere    | bieg na 100 metrów      | 4. miejsce | 10,49  |
| 2013 | Młodzieżowe mistrzostwa Europy          | Tampere    | sztafeta 4 × 100 metrów | 2. miejsce | 38,81  |
| 2014 | Halowe mistrzostwa świata               | Sopot      | bieg na 60 metrów       | półfinał   | 6,66   |
| 2015 | Halowe mistrzostwa Europy               | Praga      | bieg na 60 metrów       | półfinał   | 6,66   |
| 2016 | Halowe mistrzostwa świata               | Portland   | bieg na 60 metrów       | półfinał   | 6,71   |
| 2016 | Mistrzostwa Europy                      | Amsterdam  | bieg na 100 metrów      | półfinał   | 10,56  |
| 2018 | Halowe mistrzostwa świata               | Birmingham | bieg na 60 metrów       | półfinał   | 6,65   |
| 2018 | Mistrzostwa Europy                      | Berlin     | bieg na 100 metrów      | eliminacje | 10,44  |
| 2018 | Mistrzostwa Europy                      | Berlin     | sztafeta 4 × 100 metrów | eliminacje | DQ     |
| 2019 | Halowe mistrzostwa Europy               | Glasgow    | bieg na 60 metrów       | półfinał   | 6,72   |
| 2019 | IAAF World Relays                       | Jokohama   | sztafeta 4 × 100 metrów | eliminacje | DNF    |
| 2019 | Superliga drużynowych mistrzostw Europy | Bydgoszcz  | bieg na 100 metrów      | –          | DQ     |

## Rekordy życiowe
- bieg na 50 metrów (hala) – 5,84 s. (Madryt, 22 września 2018)[2]
- bieg na 60 metrów (hala) – 6,59 s. (Toruń, 20 lutego 2021)
- bieg na 100 metrów
  - 10,21 s. (Bydgoszcz, 5 czerwca 2016) – 7. wynik w historii polskiego sprintu[3]
  - 10,18 s. (Šamorín, 29 czerwca 2018) – z wiatrem 2,8 m/s[3]
- bieg na 200 metrów – 20,89 s. (Kutno, 4 lipca 2015)